# Dějiny Bhútánu

Státní znak Bhútánského království

Dějiny Bhútánu jsou dějinami území současného Bhútánského království. Politická historie země je úzce spjata s její historií náboženskou. Bhútán je jednou z mála zemí, které byly v celé své historii nezávislé. Nikdy nebyl dobyt, obsazen nebo ovládnut vnější mocí, byť k takovým invazím možná docházelo v předhistorické době (z království Kamarupa nebo Tibetské říše).
Region byl patrně osídlen již 2000 let před naším letopočtem a již v 7. století př. n. l. možná existovala státní organizace. Nicméně pro dějiny před 9. stoletím neexistují žádné historické prameny a historici jsou odkázáni jen na legendy. Doba historická začíná až s příchodem buddhistických mnichů z Tibetu v 9. století, iniciovaným chaosem, který tam vypukl. Ve 12. století v Bhútánu vznikla škola Drukpa Kagjü, která dodnes zůstává v Bhútánu dominantní formou buddhismu.
Ke sjednocení Bhútánu došlo v roce 1616, když Ngawanag Namgyal, láma ze západního Tibetu, porazil tři tibetské invaze, podrobil si všechny náboženské školy, kodifikoval složitý a komplexní systém práva zvaný Tsa Jig a etabloval se jako vládce nad věcmi církevními i světskými. Po jeho smrti vypukla občanská válka, která narušila moc vládců (zvaných podle jejich náboženského titulu Žabdrung Rimpoče). Rozvrat trval 200 let. Až v roce 1885 Ugjen Wangčhug znovu upevnil moc náboženských vládců a začal pěstovat bližší vztahy s Brity.
V roce 1907 byl Ugjen Wangčhug zvolen dědičným panovníkem („dračím králem“) Bhútánu. V roce 1910 podepsal s Brity Punachovou smlouvu, podle níž britská Indie nesmí zasahovat do vnitřních záležitostí Bhútánu, pokud se podrobí v zahraničních vztazích. Když Indie získala nezávislost v roce 1947, nová indická vláda uznala Bhútán jako nezávislou zemi. V roce 1949 Indie a Bhútán podepsaly Smlouvu o míru a přátelství, která obnovila starý britský model - Indie nebude zasahovat do vnitřních záležitostí Bhútánu, ale bude řídit její zahraniční politiku.
V roce 1952 nastoupil na trůn Džigme Dordže Wangčhug, který vyvedl zemi z mezinárodní izolace a připravil řadu modernizačních projektů. Bylo ustaveno Národní shromáždění, zřízena armáda a Královský soudní dvůr. Bhútán se v roce 1971 stal členem OSN. V roce 1972 nastoupil na trůn Džigme Singgjä Wangčhug. Reformoval školství, vsadil na rozvoj cestovního ruchu a vodních elektráren, k čemuž má horské království dobré podmínky. Stal se mezinárodně známým svým konceptem hrubého národního štěstí, který nabídl jako alternativu k hrubému domácímu produktu a indexu lidského rozvoje. V roce 1998 král vydal nařízení, ve kterém omezuje své pravomoci ve prospěch vlády. V roce 2008 pak abdikoval ve prospěch svého syna Džigme Khesar Namgjel Wangčhuga, který vládne dosud a jako první bhútánský král se zřekl mnohoženství. Toho roku se také uskutečnily první parlamentní volby v historii země, jimiž byl dovršen proces pozvolné demokratizace.